# Hamburger Sport-Verein 1970-1971
Questa voce raccoglie le informazioni riguardanti l'Hamburger Sport-Verein nelle competizioni ufficiali della stagione 1970-1971.

## Stagione
Nella stagione 1970-1971 l'Amburgo, allenato da Klaus-Dieter Ochs, concluse il campionato di Bundesliga al 5º posto. In Coppa di Germania l'Amburgo fu eliminato ai quarti di finale dal Colonia. In Coppa delle Fiere l'Amburgo fu eliminato al secondo turno dalla Dinamo Zagabria.

## Rosa
| N. |                     | Ruolo | Calciatore            |
| -- | ------------------- | ----- | --------------------- |
|    | Turchia (bandiera)  | P     | Özcan Arkoç           |
|    | Germania (bandiera) | P     | Gert Girschkowski     |
|    | Germania (bandiera) | D     | Heinz Bonn            |
|    | Germania (bandiera) | D     | Hans-Werner Kremer    |
|    | Germania (bandiera) | D     | Jürgen Kurbjuhn       |
|    | Germania (bandiera) | D     | Hans-Jürgen Ripp      |
|    | Germania (bandiera) | D     | Helmut Sandmann       |
|    | Germania (bandiera) | D     | Willi Schulz          |
|    | Germania (bandiera) | C     | Hans-Jürgen Hellfritz |
|    | Germania (bandiera) | C     | Franz-Josef Hönig     |
|    | Germania (bandiera) | C     | Wolfgang Kampf        |
|    | Germania (bandiera) | C     | Claus-Dieter Kröger   |

| N. |                     | Ruolo | Calciatore          |
| -- | ------------------- | ----- | ------------------- |
|    | Germania (bandiera) | C     | Peter Nogly         |
|    | Germania (bandiera) | C     | Hans Schulz         |
|    | Germania (bandiera) | C     | Walter Volkert      |
|    | Germania (bandiera) | C     | Klaus Zaczyk        |
|    | Germania (bandiera) | A     | Siegfried Beyer     |
|    | Germania (bandiera) | A     | Charly Dörfel       |
|    | Germania (bandiera) | A     | Jürgen Dringelstein |
|    | Germania (bandiera) | A     | Hans-Peter Gummlich |
|    | Germania (bandiera) | A     | Gerd Klier          |
|    | Germania (bandiera) | A     | Robert Pötzschke    |
|    | Germania (bandiera) | A     | Uwe Seeler          |

## Organigramma societario
Area tecnica
- Allenatore: Klaus-Dieter Ochs
- Allenatore in seconda:
- Preparatore dei portieri:
- Preparatori atletici:

## Calciomercato

### Sessione estiva
| Acquisti | Acquisti            | Acquisti            | Acquisti |
| R.       | Nome                | da                  | Modalità |
| -------- | ------------------- | ------------------- | -------- |
| D        | Heinz Bonn          | Wuppertal           |          |
| A        | Hans-Peter Gummlich | Amburgo II          |          |
| C        | Wolfgang Kampf      | Amburgo II          |          |
| A        | Gerd Klier          | Villingen           |          |
| D        | Hans-Jürgen Ripp    | SC V/W 04 Billstedt |          |

| Cessioni | Cessioni    | Cessioni           | Cessioni |
| R.       | Nome        | a                  | Modalità |
| -------- | ----------- | ------------------ | -------- |
| A        | Klaus Fock  | Barmbek-Uhlenhorst |          |
| D        | Norbert Hof | Wiener SC          |          |

## Risultati

### Bundesliga

#### Girone di andata
| Francoforte sul Meno 15 agosto 1970, ore 15:30 CET 1ª giornata | Eintracht Francoforte | 0 – 0 referto | Amburgo | Waldstadion (18 000 spett.)\| Arbitro: \| Bonacker \| |
| Arbitro:                                                       | Bonacker              |               |         |                                                       |

| Arbitro: | Aldinger |

|                              |           |                        |
| Zaczyk 62’ (rig.) Seeler 70’ | Marcatori | 7’ Heynckes 30’ Netzer |

| Arbitro: | Eschweiler |

|                                    |           |                              |
| Kurbjuhn 17’ Seeler 33’ Zaczyk 70’ | Marcatori | 37’ Gecks 62’ (rig.) Winkler |

| Arbitro: | Kindervater |

|  |           |                                 |
|  | Marcatori | 11’ Seeler 34’ Hönig 56’ Zaczyk |

| Arbitro: | Schröck |

|                                           |           |                         |
| Dörfel 31’ Schulz 33’ (aut.) Sandmann 50’ | Marcatori | 56’ Kuster 75’ Słomiany |

| Arbitro: | Hennig |

|                         |           |  |
| Blusch 11’ Krafczyk 88’ | Marcatori |  |

| Arbitro: | Köhler |

|            |           |                                          |
| Dörfel 26’ | Marcatori | 30’, 44’, 71’ Roth 42’ Müller 53’ Mrosko |

| Arbitro: | Meuser |

|                                                                                    |           |          |
| Schumacher 13’, 29’, 52’, 78’ Sühnholz 16’ Krauthausen 45’, 60’ Kobluhn 82’ (rig.) | Marcatori | 7’ Hönig |

| Arbitro: | Frickel |

|            |           |                        |
| Dörfel 68’ | Marcatori | 27’ Pirkner 66’ Libuda |

| Arbitro: | Geng |

|                        |           |  |
| Rupp 43’, 89’ Löhr 57’ | Marcatori |  |

| Arbitro: | Gabor |

|           |           |                |
| Hönig 64’ | Marcatori | 86’ Windhausen |

| Arbitro: | Voß |

|                                             |           |           |
| Gerwien 40’ Ulsaß 55’, 58’ (rig.) Grzyb 71’ | Marcatori | 42’ Nogly |

| Arbitro: | Seiler |

|                              |           |  |
| Zaczyk 58’ (rig.) Dörfel 89’ | Marcatori |  |

| Arbitro: | Hillebrand |

|                                 |           |                                 |
| Haug 24’ Weiß 39’ Handschuh 64’ | Marcatori | 51’ Zaczyk 53’ Seeler 87’ Hönig |

| Amburgo 14 novembre 1970, ore 15:30 CET 15ª giornata | Amburgo | 0 – 0 referto | Hertha Berlino | Volksparkstadion (33 000 spett.)\| Arbitro: \| Weyland \| |
| Arbitro:                                             | Weyland |               |                |                                                           |

| Arbitro: | Schröck |

|               |           |           |
| Weinkauff 56’ | Marcatori | 45’ Hönig |

| Arbitro: | Riegg |

|                      |           |             |
| Nogly 57’ Dörfel 87’ | Marcatori | 50’ Lippens |

#### Girone di ritorno
| Arbitro: | Fork |

|                                 |           |  |
| Klier 24’ Seeler 50’ Zaczyk 69’ | Marcatori |  |

| Arbitro: | Meuser |

|                                            |           |  |
| Sieloff 66’ (rig.) Wimmer 74’ Heynckes 78’ | Marcatori |  |

| Arbitro: | Köhler |

|                                  |           |                          |
| Gecks 47’ Weida 79’ Bechtold 85’ | Marcatori | 1’, 54’ Hönig 52’ Seeler |

| Arbitro: | Tschenscher |

|          |           |  |
| Hönig 5’ | Marcatori |  |

| Arbitro: | Biwersi |

|            |           |           |
| Kuster 66’ | Marcatori | 27’ Hönig |

| Arbitro: | Hilker |

|                                                 |           |                |
| Seeler 21’, 35’, 60’ Nogly 64’ (rig.) Hönig 80’ | Marcatori | 14’, 77’ Hošić |

| Arbitro: | Hennig |

|                                                                       |           |                             |
| Hoeneß 15’ Müller 28’ (rig.), 42’, 50’ Beckenbauer 81’ Brenninger 90’ | Marcatori | 30’ (rig.) Zaczyk 51’ Beyer |

| Amburgo 20 marzo 1971, ore 15:30 CET 25ª giornata | Amburgo | 0 – 0 referto | RW Oberhausen | Volksparkstadion (13 000 spett.)\| Arbitro: \| Gabor \| |
| Arbitro:                                          | Gabor   |               |               |                                                         |

| Arbitro: | Quindeau |

|                                         |           |           |
| Scheer 30’ Fischer 51’ Lütkebohmert 64’ | Marcatori | 83’ Klier |

| Arbitro: | Frickel |

|                      |           |  |
| Nogly 23’ Schulz 88’ | Marcatori |  |

| Arbitro: | Voß |

|                        |           |                     |
| Schmidt 28’ Lorenz 87’ | Marcatori | 64’ Hönig 89’ Klier |

| Arbitro: | Fork |

|                      |           |           |
| Zaczyk 44’ Hönig 73’ | Marcatori | 39’ Ulsaß |

| Arbitro: | Betz |

|                         |           |                     |
| Heidemann 44’ Budde 58’ | Marcatori | 10’ Nogly 70’ Hönig |

| Arbitro: | Ortmanns |

|           |           |  |
| Zaczyk 2’ | Marcatori |  |

| Arbitro: | Hillebrand |

|                    |           |  |
| Gayer 56’ Horr 64’ | Marcatori |  |

| Arbitro: | Dittmer |

|                      |           |           |
| Beyer 16’ Dörfel 23’ | Marcatori | 25’ Weist |

| Arbitro: | Berner |

|             |           |                                     |
| Peitsch 88’ | Marcatori | 55’ (aut.) Beer 57’ Klier 83’ Nogly |

### Coppa di Germania
| Arbitro: | Siepe |

|                        |           |                                  |
| Weller 16’ Reimann 92’ | Marcatori | 20’ Seeler 99’ Dörfel 102’ Nogly |

| Arbitro: | Wengenmayer |

|                             |           |               |
| Dörfel 17’ Seeler 94’, 103’ | Marcatori | 56’ Rieländer |

| Arbitro: | Regely |

|                   |           |  |
| Rupp 62’ Löhr 88’ | Marcatori |  |

### Coppa delle Fiere
| Arbitro: | McKenzie |

|  |           |           |
|  | Marcatori | 25’ Nogly |

| Arbitro: | Eksztajn |

|                                                                  |           |              |
| Dörfel 3’, 22’, 59’, 61’ Hönig 26’ Zaczyk 56’ (rig.) Volkert 83’ | Marcatori | 89’ Benedito |

| Arbitro: | Protonotarios |

|                                            |           |  |
| Lalić 2’, 24’ Čerček 73’ Schulz 83’ (aut.) | Marcatori |  |

| Arbitro: | Baltasar |

|           |           |  |
| Hönig 35’ | Marcatori |  |

## Statistiche

### Statistiche di squadra
| Competizione      | Punti | In casa | In casa | In casa | In casa | In casa | In casa | In trasferta | In trasferta | In trasferta | In trasferta | In trasferta | In trasferta | Totale | Totale | Totale | Totale | Totale | Totale | DR |
| Competizione      | Punti | G       | V       | N       | P       | Gf      | Gs      | G            | V            | N            | P            | Gf           | Gs           | G      | V      | N      | P      | Gf     | Gs     | DR |
| ----------------- | ----- | ------- | ------- | ------- | ------- | ------- | ------- | ------------ | ------------ | ------------ | ------------ | ------------ | ------------ | ------ | ------ | ------ | ------ | ------ | ------ | -- |
| Bundesliga        | 37    | 17      | 11      | 4       | 2       | 31      | 19      | 17           | 2            | 7            | 8            | 23           | 44           | 34     | 13     | 11     | 10     | 54     | 63     | -9 |
| Coppa di Germania | -     | 1       | 1       | 0       | 0       | 3       | 1       | 2            | 1            | 0            | 1            | 3            | 4            | 3      | 2      | 0      | 1      | 6      | 5      | +1 |
| Coppa delle Fiere | -     | 2       | 2       | 0       | 0       | 8       | 1       | 2            | 1            | 0            | 1            | 1            | 4            | 4      | 3      | 0      | 1      | 9      | 5      | +4 |
| Totale            | 37    | 20      | 14      | 4       | 2       | 42      | 21      | 21           | 4            | 7            | 10           | 27           | 52           | 41     | 18     | 11     | 12     | 69     | 73     | -4 |

### Andamento in campionato
| Giornata  | 1  | 2  | 3 | 4 | 5 | 6 | 7 | 8  | 9  | 10 | 11 | 12 | 13 | 14 | 15 | 16 | 17 | 18 | 19 | 20 | 21 | 22 | 23 | 24 | 25 | 26 | 27 | 28 | 29 | 30 | 31 | 32 | 33 | 34 |
| --------- | -- | -- | - | - | - | - | - | -- | -- | -- | -- | -- | -- | -- | -- | -- | -- | -- | -- | -- | -- | -- | -- | -- | -- | -- | -- | -- | -- | -- | -- | -- | -- | -- |
| Luogo     | T  | C  | C | T | C | T | C | T  | C  | T  | C  | T  | C  | T  | C  | T  | C  | C  | T  | T  | C  | T  | C  | T  | C  | T  | C  | T  | C  | T  | C  | T  | C  | T  |
| Risultato | N  | N  | V | V | V | P | P | P  | P  | P  | N  | P  | V  | N  | N  | N  | V  | V  | P  | N  | V  | N  | V  | P  | N  | P  | V  | N  | V  | N  | V  | P  | V  | V  |
| Posizione | 13 | 10 | 5 | 3 | 3 | 5 | 8 | 11 | 13 | 17 | 16 | 16 | 13 | 13 | 12 | 12 | 9  | 8  | 11 | 11 | 10 | 7  | 7  | 8  | 7  | 10 | 9  | 9  | 8  | 7  | 7  | 8  | 5  | 5  |

Legenda:

Luogo: C = Casa; T = Trasferta. Risultato: V = Vittoria; N = Pareggio; P = Sconfitta.

### Statistiche dei giocatori
| Giocatore       | Bundesliga | Bundesliga | Bundesliga  | Bundesliga | Coppa di Germania | Coppa di Germania | Coppa di Germania | Coppa di Germania | Coppa delle Fiere | Coppa delle Fiere | Coppa delle Fiere | Coppa delle Fiere | Totale   | Totale | Totale      | Totale     |
| Giocatore       | Presenze   | Reti       | Ammonizioni | Espulsioni | Presenze          | Reti              | Ammonizioni       | Espulsioni        | Presenze          | Reti              | Ammonizioni       | Espulsioni        | Presenze | Reti   | Ammonizioni | Espulsioni |
| --------------- | ---------- | ---------- | ----------- | ---------- | ----------------- | ----------------- | ----------------- | ----------------- | ----------------- | ----------------- | ----------------- | ----------------- | -------- | ------ | ----------- | ---------- |
| Ö. Arkoç        | 31         | 0          | 0           | 0          | 3                 | 0                 | 0                 | 0                 | 3                 | 0                 | 0                 | 0                 | 37       | 0      | 0           | 0          |
| S. Beyer        | 13         | 2          | 0           | 0          | 2                 | 0                 | 0                 | 0                 | 0                 | 0                 | 0                 | 0                 | 15       | 2      | 0           | 0          |
| H. Bonn         | 11         | 0          | 0           | 0          | 1                 | 0                 | 0                 | 0                 | 3                 | 0                 | 0                 | 0                 | 15       | 0      | 0           | 0          |
| J. Dringelstein | 0          | 0          | 0           | 0          | 0                 | 0                 | 0                 | 0                 | 0                 | 0                 | 0                 | 0                 | 0        | 0      | 0           | 0          |
| C. Dörfel       | 30         | 6          | 0           | 0          | 3                 | 2                 | 0                 | 0                 | 4                 | 4                 | 0                 | 0                 | 37       | 12     | 0           | 0          |
| G. Girschkowski | 4          | 0          | 0           | 0          | 1                 | 0                 | 0                 | 0                 | 1                 | 0                 | 0                 | 0                 | 6        | 0      | 0           | 0          |
| H. Gummlich     | 1          | 0          | 0           | 0          | 0                 | 0                 | 0                 | 0                 | 0                 | 0                 | 0                 | 0                 | 1        | 0      | 0           | 0          |
| H. Hellfritz    | 22         | 0          | 0           | 0          | 2                 | 0                 | 0                 | 0                 | 2                 | 0                 | 0                 | 0                 | 26       | 0      | 0           | 0          |
| F. Hönig        | 32         | 13         | 0           | 0          | 3                 | 0                 | 0                 | 0                 | 4                 | 2                 | 0                 | 0                 | 39       | 15     | 0           | 0          |
| W. Kampf        | 3          | 0          | 0           | 0          | 0                 | 0                 | 0                 | 0                 | 1                 | 0                 | 0                 | 0                 | 4        | 0      | 0           | 0          |
| G. Klier        | 24         | 4          | 0           | 0          | 2                 | 0                 | 0                 | 0                 | 3                 | 0                 | 0                 | 0                 | 29       | 4      | 0           | 0          |
| H. Kremer       | 14         | 0          | 0           | 0          | 1                 | 0                 | 0                 | 0                 | 3                 | 0                 | 0                 | 0                 | 18       | 0      | 0           | 0          |
| C. Kröger       | 1          | 0          | 0           | 0          | 0                 | 0                 | 0                 | 0                 | 0                 | 0                 | 0                 | 0                 | 1        | 0      | 0           | 0          |
| J. Kurbjuhn     | 27         | 1          | 0           | 0          | 3                 | 0                 | 0                 | 0                 | 3                 | 0                 | 0                 | 0                 | 33       | 1      | 0           | 0          |
| P. Nogly        | 26         | 6          | 0           | 0          | 3                 | 1                 | 0                 | 0                 | 3                 | 1                 | 0                 | 0                 | 32       | 8      | 0           | 0          |
| R. Pötzschke    | 13         | 0          | 0           | 0          | 2                 | 0                 | 0                 | 0                 | 3                 | 0                 | 0                 | 0                 | 18       | 0      | 0           | 0          |
| H. Ripp         | 28         | 0          | 0           | 0          | 3                 | 0                 | 0                 | 0                 | 3                 | 0                 | 0                 | 0                 | 34       | 0      | 0           | 0          |
| H. Sandmann     | 32         | 1          | 0           | 0          | 3                 | 0                 | 0                 | 0                 | 4                 | 0                 | 0                 | 0                 | 39       | 1      | 0           | 0          |
| H. Schulz       | 22         | 1          | 0           | 0          | 2                 | 0                 | 0                 | 0                 | 4                 | 0                 | 0                 | 0                 | 28       | 1      | 0           | 0          |
| W. Schulz       | 14         | 0          | 0           | 0          | 1                 | 0                 | 0                 | 0                 | 0                 | 0                 | 0                 | 0                 | 15       | 0      | 0           | 0          |
| U. Seeler       | 25         | 9          | 0           | 0          | 2                 | 3                 | 0                 | 0                 | 2                 | 0                 | 0                 | 0                 | 29       | 12     | 0           | 0          |
| W. Volkert      | 1          | 0          | 0           | 0          | 0                 | 0                 | 0                 | 0                 | 1                 | 1                 | 0                 | 0                 | 2        | 1      | 0           | 0          |
| K. Zaczyk       | 32         | 9          | 0           | 0          | 2                 | 0                 | 0                 | 0                 | 4                 | 1                 | 0                 | 0                 | 38       | 10     | 0           | 0          |